# Isla Cardona
Isla Cardona es una pequeña isla situada en el lado oeste de la entrada al puerto de Ponce, Puerto Rico. Fue inscrita en el Registro Nacional de Lugares Históricos de EE. UU. el 22 de octubre de 1981.
Posee un faro llamado Faro de Isla Cardona (también conocido como Faro del Puerto de Ponce o Faro de Cayo Cardona). Es el único faro de 6º orden de Puerto Rico con una torre cilíndrica adjunta. 
El faro se encuentra en una pequeña isla de 6 acres (24.000 m²), al oeste del Puerto de Ponce. El Faro de Cayo Cardona, junto con el Faro de Guánica, está vinculado a los de Los Morrillos y Caja de Muertos, y guía la entrada al Puerto de Ponce. La isla es accesible solamente por barco privado, pero puede ser vista desde la torre de observación en el paseo marítimo de La Guancha. La empresa Waterland Adventure es la única autorizada a dar viajes comerciales a Isla de Cardona.
El primer faro fue instalado bajo el dominio español en 1889 y automatizado en 1962. En 1942, durante la Segunda Guerra Mundial, su uso fue descontinuado, pero se encendió de nuevo el 10 de noviembre de 1943. El Faro sigue siendo una ayuda activa a la navegación.